# John Merivale
John Herman Merivale, även känd som Jack Merivale, född 1 december 1917 i Toronto i Kanada, död 6 februari 1990 i London, var en kanadensiskfödd brittisk skådespelare.
John Merivale var son till skådespelaren Philip Merivale (1886–1946) och hans styvmor var skådespelaren Gladys Cooper. Merivale studerade vid Rugby och vid New College vid Oxfords universitet. 
Merivale dog av njursvikt.